# Fariba Hashimi
Fariba Hashimi (Maymana, 22 april 2003) is een Afghaans wielrenster die sinds 2025 rijdt voor de Duitse wielerploeg Ceratizit. Haar oudere zus Yulduz Hashimi is ook wielrenster.

## Carrière
De zussen Hashimi begonnen in 2018 met wielrennen in Faryab, een noordelijke en conservatieve provincie in Afghanistan, waar 'vrouwen op een fiets' niet werden geaccepteerd. De Italiaanse wielrenster Alessandra Cappellotto hielp ze om na de machtsovername van de Taliban te vluchten uit Afghanistan, waar ze per 1 augustus 2022 bij het Italiaanse Valcar-Travel & Service gingen rijden. In 2023 reden ze voor de opleidingsploeg van Israel Premier Tech Roland. In 2022 namen de zussen Hashimi deel aan de eerste editie van het Wereldkampioenschap gravel. Later dat jaar, op 23 oktober, won Fariba het Afghaans kampioenschap op de weg, dat verreden werd in het Zwitserse Aigle, waar de UCI zetelt. Ze rijdt sindsdien in de kampioenstrui met de kleuren van de oude vlag van Afghanistan: zwart-rood-groen.
Samen met haar zus nam Fariba in augustus 2024 deel aan de Olympische Zomerspelen in Parijs. In de wegwedstrijd finishte ze als 75e, op ruim 11 minuten achter winnares Kristen Faulkner. Later die maand werd ze achtste in de Ronde van de Toekomst en in september won ze de vijfde etappe van de Ronde van de Ardèche, met finish op de Mont Lozère. Dit was de eerste Afghaanse UCI-overwinning ooit.
Mede hierdoor verdiende Hashimi voor 2025 een profcontract bij het World Tour-team Ceratizit. Dat jaar maakte ze haar debuut in een wielermonument, in Luik-Bastenaken-Luik 2025.

## Palmares
2024
5e etappe Ronde van de Ardèche
2025
 Afghaans kampioen tijdrijden
 Afghaans kampioen op de weg

### Resultaten in voornaamste wedstrijden
| Jaar | Ronde van Italië | Ronde van Frankrijk | Ronde van Spanje |
| ---- | ---------------- | ------------------- | ---------------- |
| 2023 |                  |                     |                  |
| 2024 |                  |                     |                  |
| 2025 |                  |                     |                  |

| Jaar | Luik-Bast.‑Luik |  | WK op de weg |
| ---- | --------------- |  | ------------ |
| 2023 |                 |  | opgave       |
| 2024 |                 |  | 55e          |
| 2025 | opgave          |  |              |

## Ploegen
- 2022 –  Valcar-Travel & Service (vanaf 1 augustus)
- 2023 –  Israel Premier Tech Roland Development
- 2024 – WCC Team
- 2025 –  Ceratizit

Alonso · Brauße · Burlová · Van Dam · Eberle · Fiorin · Hartmann (vanaf 14/3) · Hashimi · Hengeveld · Jaskulska · Miermont · Le Mouel · De Zoete · Zsankó